# Purity Cherotich Rionoripo
Purity Cherotich Rionoripo (Chepapten, 10 juni 1993) is een Keniaanse atlete. Ze werd wereldjeugdkampioene op de 3000 m en legde zich later toe op de lange afstand. Ze blinkt met name uit in de halve marathon, in welke discipline ze diverse wedstrijden op haar naam schreef.

## Biografie

### Jeugd
Purity is het zesde kind in een gezin van negen kinderen. Ze studeerde aan de Kaptabuk Primary School. Haar talent voor lopen werd ontdekt nadat ze 4.27,5 liep op de 1500 meter voor de Keniaanse Trials voor de wereldjeugdkampioenschappen in Bydgoszcz dat jaar. Ze werd niet geselecteerd, maar is gemotiveerd zichzelf te verbeteren. Haar eerste succes behaalde ze in 2009 door wereldkampioene U18 te worden op de 3000 m in Bressanone. Een jaar later wordt ze vierde op ditzelfde onderdeel bij de wereldkampioenschappen voor U20 in Moncton en wint een zilveren medaille bij het WK veldlopen voor junioren. In 2011 won ze een zilveren medaille bij de Afrikaanse jeugdkampioenschappen.

### Senioren
In 2014 legt ze zich met succes toe op de lange afstand. In 2014 wint ze de halve marathon van Porto, de halve marathon van Lissabon en de halve marathon van Darica. Het jaar 2015 begint ze voortvarend door de halve marathon van Egmond op haar naam te schrijven. Later dat jaar breidt ze haar palmares uit door de halve marathon van Kopenhagen te winnen.
In 2015 debuteert ze op de marathon bij de marathon van Lissabon. Ze finisht haar eerste klassieke afstand in 2:25.09 en was hiermee voldoende snel voor de eindoverwinning. Een jaar later werd ze tweede bij de marathon van Praag in een persoonlijk record van 2:25.00.

## Titels
- Wereldkampioene 3000 m U18 - 2009

## Persoonlijke records
Baan
| Onderdeel | Prestatie | Datum            | Plaats  |
| --------- | --------- | ---------------- | ------- |
| 1500 m    | 4.27,5    | 18 juni 2008     | Nairobi |
| 3000 m    | 8.44,54   | 29 augustus 2010 | Rieti   |
| 5000 m    | 15.20,93  | 8 september 2011 | Zürich  |

Weg
| Onderdeel      | Prestatie | Datum             | Plaats     |
| -------------- | --------- | ----------------- | ---------- |
| 10 km          | 32.18     | 13 september 2015 | Kopenhagen |
| 15 km          | 48.44     | 13 september 2015 | Kopenhagen |
| 20 km          | 1:05.02   | 13 september 2015 | Kopenhagen |
| halve marathon | 1:08.29   | 13 september 2015 | Kopenhagen |
| marathon       | 2:20.55   | 9 april 2017      | Parijs     |
| 3000 m         | 10.02,0   | 16 juni 2009      | Nairobi    |

## Palmares

### 3000 m
- 2009:  WK junioren U18 in Bressanone - 9.03,79
- 2010: 4e WK junioren U20 in Moncton - 8.56,91
- 2010:  Meeting Citta di Padova - 8.47,41
- 2011:  Afrikaans jeugdkamp. in Gaborone - 9.14,58
- 2014:  Meeting de Atletismo Madrid - 8.49,94

### 5000 m
- 2011:  Palio della Quercia in Rovereto - 15.22,04
- 2014: 4e Keniaanse kamp. in Nairobi - 15.30,61

### 5 km
- 2016:  Corrida de Mulher in Lissabon - 15.16

### 10 km
- 2015:  Okpekpe Road Race - 33.52

### halve marathon
- 2014:  halve marathon van Porto - 1:10.40
- 2014:  halve marathon van Lissabon - 1:11.02
- 2014:  halve marathon van Darica - 1:13.53
- 2015:  halve marathon van Egmond - 1:11.40
- 2015: 4e halve marathon van Lissabon - 1:10.24
- 2015: 4e halve marathon van Yangzhou - 1:09.00
- 2015:  halve marathon van Kopenhagen - 1:08.29
- 2016:  halve marathon van Bogota - 1:11.56

### marathon
- 2015:  marathon van Lissabon - 2:25.09
- 2016:  marathon van Praag - 2:25.00
- 2016: 4e Chicago Marathon - 2:24.47
- 2017:  marathon van Parijs - 2:20.55

### veldlopen
- 2010:  WK U20 in Bydgoszcz - 18.54
- 2011: 7e WK U20 in Punta Umbria - 19.24
- 2015:  Discovery Kenya Crosscountry in Eldoret - 19.54